# باد برایزیگ
شهر باد برایزیگدر ایالت راینلند-فالتز در کشور آلمان واقع شده است.